# Château de Halloy
Le château de Halloy est un château situé en Wallonie dans le hameau belge de Halloy, dans la ville de Ciney.

## Historique
Le château est situé sur un terrain incliné que longe le Bocq. Il s'agit d'un lieu qui était déjà habité à l'époque romaine : des fondations gallo-romaines et plusieurs artéfacts romains y ont d'ailleurs été retrouvées.
Plusieurs châteaux ont été construits sur ce site. Au Moyen Âge, Halloy était un des lieux d'implantation les plus importants du Condroz.
Le château était un des lieux de résidence des princes-évêques de Liège. Le prince-évêque Théoduin de Bavière y a séjourné de 1048 à 1075. En 1275, le château devient la propriété du grand bailli du Condroz, Jean de Hallois. Ce dernier est connu pour avoir joué un grand rôle dans la guerre de la Vache, au XIIIe siècle. Au début du XIVe siècle, le château passe aux mains de Jean le Borgne de Halloy, le seigneur du château de Mouffrin, qui se situe à proximité. 
Le château des Princes-Evêques a été démantelé.  On pense que les pierres ont été utilisées pour construire des maisons alentour.
Au XIXe siècle, le château construit dans le bas d'Halloy devient la demeure du géologue et homme politique Jean-Baptiste d'Omalius.
Le 23 octobre 1989, le château est classé par la Région wallonne comme monument du patrimoine immobilier. Le 4 août 1992, c'est tout le domaine qui est classé.